# Arte griego moderno

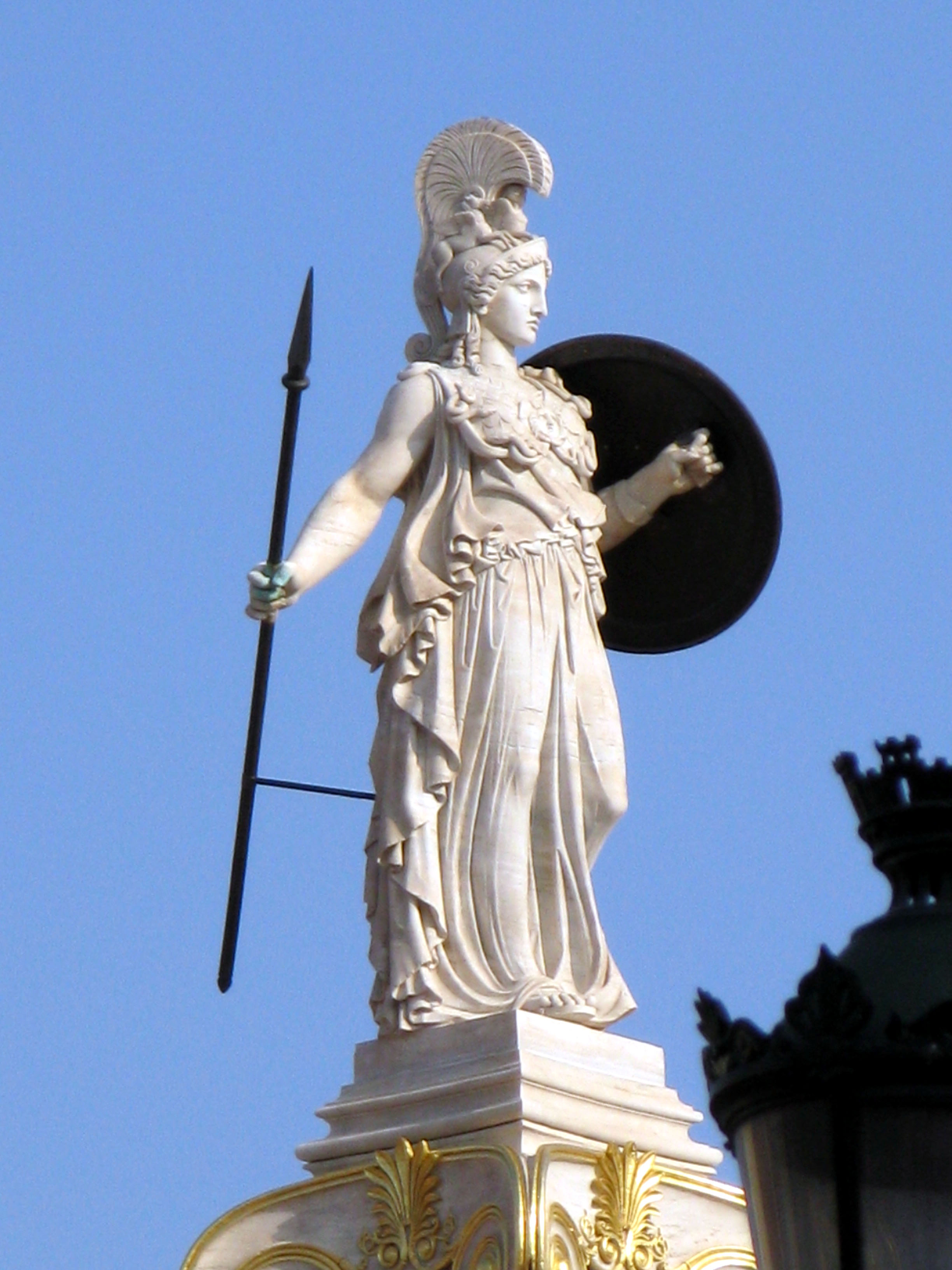
Columna de Atenea por Leonidas Drosis delante de la Academia de Atenas (moderno).

El arte griego moderno es el comprendido en el periodo entre la aparición del nuevo estado griego independiente  y el siglo XX.
Mientras Grecia continental estaba bajo el dominio del Imperio otomano por un periodo de cuatro siglos,  se perdió del Renacimiento y los movimientos artísticos que surgieron en Europa Occidental. Aun así, las islas griegas como Creta, y las Islas Jónicas en particular estuvieron grandes periodos bajo dominios Venecianos u otros poderes europeos regla por lo que era capaz de asimilar mejor los cambios artísticos radicales que ocurría en Europa durante  los siglos XIV al XVIII. La Escuela cretense y en particular el Heptaneso son dos ejemplos típicos de los movimientos artísticos en Grecia que siguieron rutas paralelas a las de Europa Occidental.
Por lo tanto existían diferentes tendencias artísticas   emergiendo dentro de la sociedad griega. Puede decirse que el arte griego moderno ha sido predominantemente moldeado por las condiciones socioeconómicas particulares de Grecia, la gran diáspora griega a través de Europa, y la nueva élite social griega, así como influencias artísticas externas, predominantemente de Alemania y Francia.

## Escultura y pintura

### sigloXIX
La Escuela de Múnich

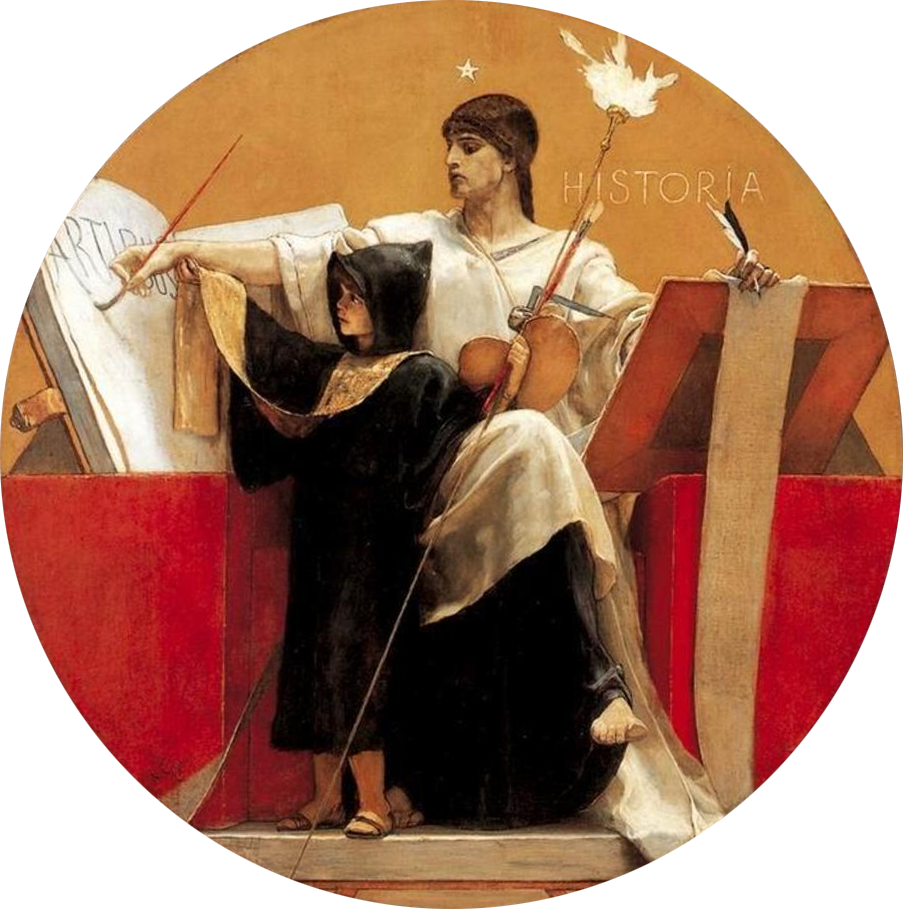
Ηistoria (Alegoría de Historia) por Nikolaos Gyzis (1892).

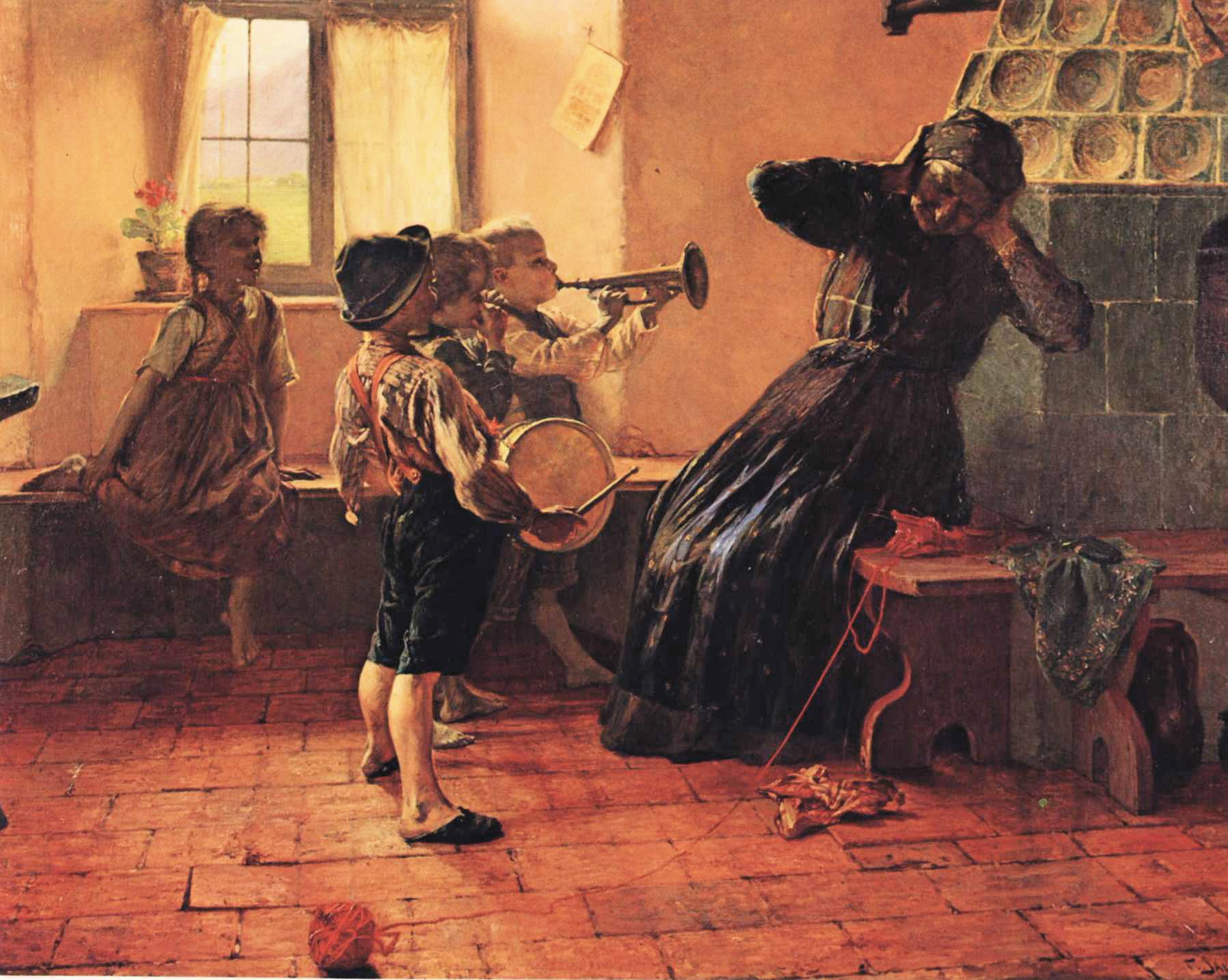
Georgios Jakobides, El concierto de los niños.

El arte griego moderno empezó a desarrollarse alrededor de la época del Romanticismo. Los artistas griegos absorbieron muchos elementos de sus colegas europeos, resultando en la culminación del estilo distintivo de arte Romántico griego, inspirado en ideales revolucionarios así como en la geografía y la historia del país. Después de siglos de dominio Otomano, pocas oportunidades existían para tener una educación en artes en la Grecia nuevamente independiente, así que el estudio en el extranjero era imperativo para los artistas. Múnich, como centro internacional de las artes en aquel momento, era el sitio donde la mayoría de los artistas griegos del siglo XIX escogieron para estudiar. Más tarde,  regresarían a Grecia y transmitir sus conocimientos. Algunos de ellos se quedaron en Múnich, el llamado Atenas del Isar. Ambos vínculos académicos y personales desarrollaron entre los primeros pintores griegos y el arte de Múnich el nacimiento de la Escuela "griega de Múnich" de pintura. Nikolaos Gysis era un profesor importante y artista en la Academia de Múnich y pronto se convirtió en una figura principal entre artistas griegos. Academicismo, realismo, pintura de género, retratos de personas de clase media superior, bodegón y pintura de paisaje, a menudo representando características impresionistas, serían reemplazados al final del siglo XIX por Simbolismo, Modernismo, Arte Nouveau, los cuales son principalmente localizados en los trabajos de Nikolaos Gysis, Aristeas y otros. El modernismo de principios del siglo XX es también representado por importantes artistas griegos en Múnich. Muchos artistas de la Escuela de Múnich escogieron temas como vida griega cotidiana, costumbres locales, y condiciones de vida. Varios pintores importantes emergieron en este tiempo. Theodoros Vryzakis se especializó en pintura histórica y especialmente se inspiró en la Guerra de independencia griega de 1821. Nikiphoros Lytras se concentró en representaciones realistas de vida griega. Georgios Jakobides dedicó su atención a los niños e infantes y más tarde se convertiría en el primer Director de la nueva Galería Nacional de Atenas. Georgios Roilos fue otro pintor importante del periodo, estrechamente asociado con la Escuela de Múnich, especialmente en su carrera temprana. Konstantinos Volanakis Estuvo inspirado mayoritariamente por el mar griego.
Otros artistas asociados con la Escuela de Múnich fueron Symeon Sabbides, Yannoulis Chalepas, Leonidas Drosis, así como unos cuantos artistas modernistas que estudiaron en Múnich, incluyendo a Theofrastos Triantafyllidis, Jorgos Busianis, y también Giorgio de Chirico.
Los escultores sobresalientes del Reino griego nuevo fueron Leonidas Drosis (su trabajo más importante era el extenso ornamento arquitectónico neo-clásico en la Academia de Atenas), Lazaros Sochos, Georgios Vitalis, Dimitrios Filippotis, Ioannis Kossos, Yannoulis Chalepas, Georgios Bonanos y Lazaros Fytalis.
La Escuela de París

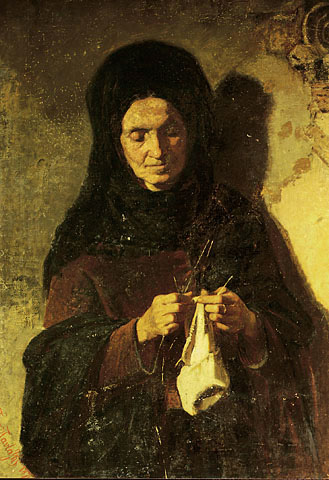
La señora que teje por Périclès Pantazis.

Unos cuantos pintores griegos estudiaron en París. A pesar de residir en la capital francesa y seguir las directrices de la Academia de Arte francesa, invariablemente tuvieron sus interpretaciones propias. Jacob Rizos estuvo implicado con el diseño de la gracia femenina, Theodoros Rallis con escenas del Oriente ortodoxo y Nikolaos Xydias Typaldos con retratos, bodegones y pintura de género. Durante este periodo en París se desarrolló el movimiento Impresionista, pero la mayoría de los pintores  griegos permanecieron fieles a los preceptos de sus profesores con solo algunos algunos adeptos a este movimiento. El primer impresionista griego fue  Périclès Pantazis quién, después de París, se estableció en Bélgica y se convirtió en una parte del grupo vanguardista Circle de la pâte.
Temas y representaciones artísticas
Muchos artistas griegos de este período también se inspiraron en el estilo de El Greco , especialmente cuando creaban arte basado en temas religiosos.  Esto se vincula con la idea del arte griego moderno secular del período que hace referencia a los estilos más clásicos, mientras que el arte religioso hizo referencia al arte inspirado por el bizantino.  Además, los artistas de las islas jónicas en el siglo XVIII y principios del siglo XIX desempeñaron un papel importante y pionero, que explotó las conquistas del Renacimiento italiano y los talleres barrocos .  A medida que persistían los esfuerzos con nuevas direcciones y objetivos, los artistas griegos que emergieron en el mundo durante las primeras décadas del siglo XIX reconectaron el arte griego con su antigua tradición, así como con las misiones de los talleres europeos, especialmente los de la Escuela de Múnich, con ejemplos definidos del arte contemporáneo griego de la época, incluyendo las obras de Theodoros Vryzakis y Nikiphoros Lytras . 

### sigloXX

Gloria por Dimitris Mytaras.

A principios del siglo XX, la pintura de paisajes prevaleció y el interés de los pintores se dirigió hacia el estudio de la luz y el color. La dependencia de Múnich fue menor y París se convirtió en el centro de atención para los artistas de la época. A principios del siglo XX, Demetrios Galanis, contemporáneo y amigo de Picasso , logró un amplio reconocimiento en Francia y fue miembro permanente de la Académie française después de que el crítico Andre Malreaux lo reconociera como un artista capaz de "agitar emociones tan poderosas como las de Giotto ".  A finales de siglo, Nikos Engonopoulos logró el reconocimiento internacional con sus concepciones surrealistas tanto de la pintura como de la poesía, mientras que a fines de la década de 1960, Dimitris Mytaras y Yiannis Psychopedis se asociaron con el realismo crítico europeo.  El impresionismo fue la influencia original en las principales figuras del arte de la primera mitad del siglo XX, Konstantinos Parthenis y Konstantinos Maleas , mientras que Nikiphoros Lytras se asoció con los grupos de vanguardia de Múnich que constituyen el último vínculo conocido con la serie de pintores en la gran tradición de Múnich en el arte griego. El desarrollo posterior de estos pintores llevó a otros caminos, pero siempre dentro del marco del movimiento de vanguardia, aunque con una dimensión griega. 
Gradualmente, los impresionistas y otras escuelas modernas aumentaron su influencia. A principios del siglo XX, los artistas griegos pasaron de Múnich a París. El interés de los pintores griegos, cambia de representaciones históricas a paisajes griegos con un énfasis en la luz y los colores tan abundantes en Grecia. Representantes de este cambio artístico son Konstantinos Parthenis, Konstantinos Maleas, Nikiphoros Lytras y Georgios Bouzianis.  Konstantinos Parthenis , en particular, introduce elementos históricos, religiosos y mitológicos que permiten clasificar la pintura griega en el arte moderno .  Lo mismo ocurre con los paisajes de Konstantinos Maleas y el expresionismo de Georgios Bouzianis.  El período de la década de 1930 fue un hito para los pintores griegos, con Yiannis Tsarouchis , Yiannis Moralis , Nikos Hadjikyriakos-Ghikas , Spyros Vassiliou , Alekos Kontopoulos (introdujo la abstracción en las pinturas griegas) y Spyros Papaloukas entrando en la cúpula del arte griego.  Estos pintores intentaron principalmente vincular las principales tendencias europeas con la tradición griega.

## Artistas notables de los siglosXXyXXI
La segunda mitad del siglo XX ha visto a muchos artistas griegos ampliamente aclamados como Constantine Andreou , receptor de la Legión de Honor francesa , Thodoros Papadimitriou , un escultor internacionalmente aclamado.  Giorgio de Chirico fue un influyente pintor griego-italiano surrealista que fundó el arte metafísico .  Jannis Kounellis se encuentra entre los pioneros del movimiento artístico Arte Povera .  Theodoros Stamos fue un reconocido pintor de expresionismo abstracto .  Takis , Chrysa y Constantin Xenakis son artistas de escultura cinética de renombre internacional.  Otros artistas griegos notables son Hermon di Giovanno , Varotsos , Dimitris Mytaras, Alekos Fassianos, Theocharis Mores, Dimitris Koukos (1948-), Nikos Stratakis, Steven Antonakos,  Kostas Tsoklis, Nikos Hadjikyriakos-Ghikas, Thanassis Stephopoulos, Aggeilka Korovessi, y Yiannis Melanitis.

## Galería

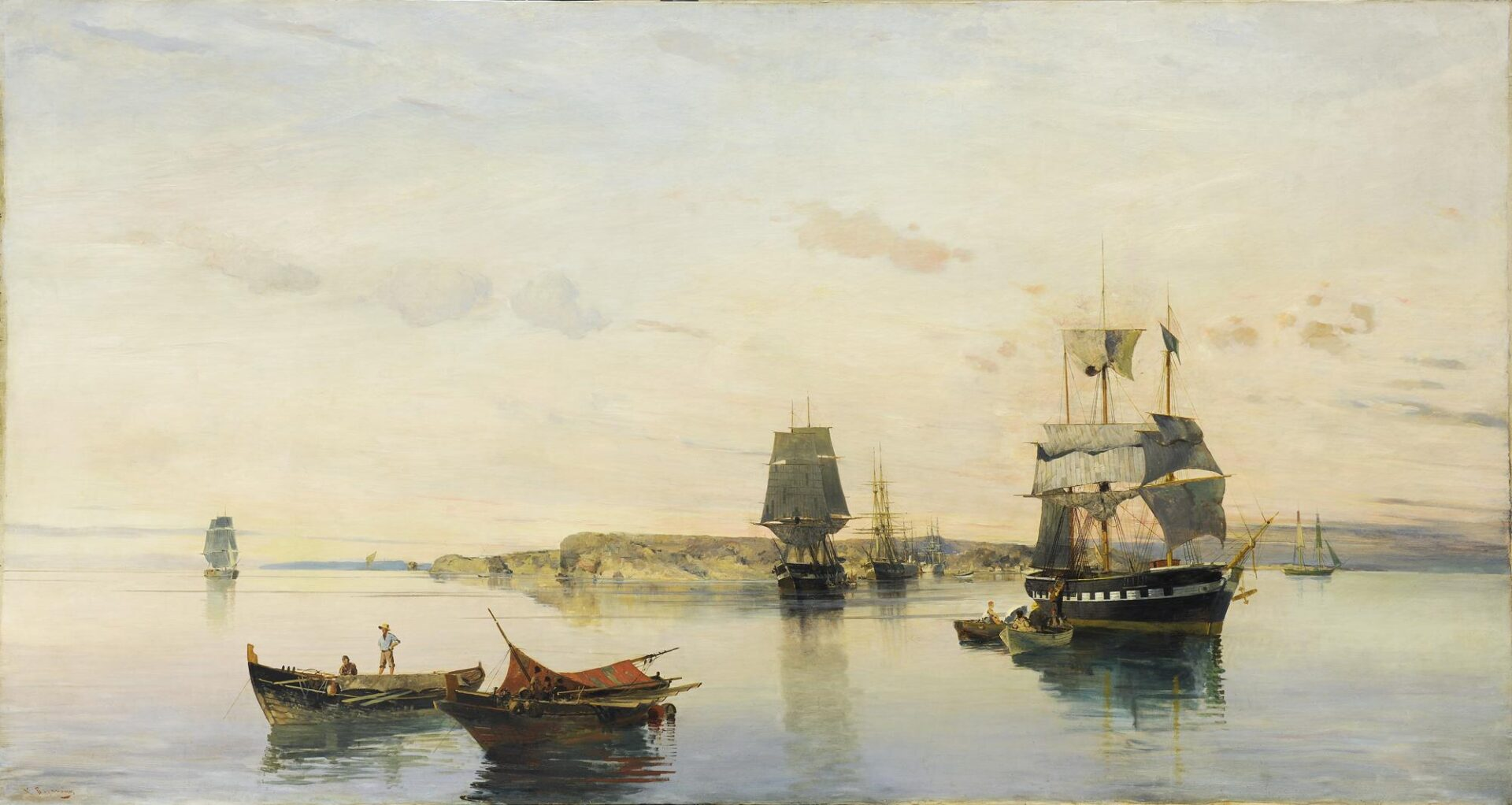
Konstantinos Volanakis, Botes anclados.
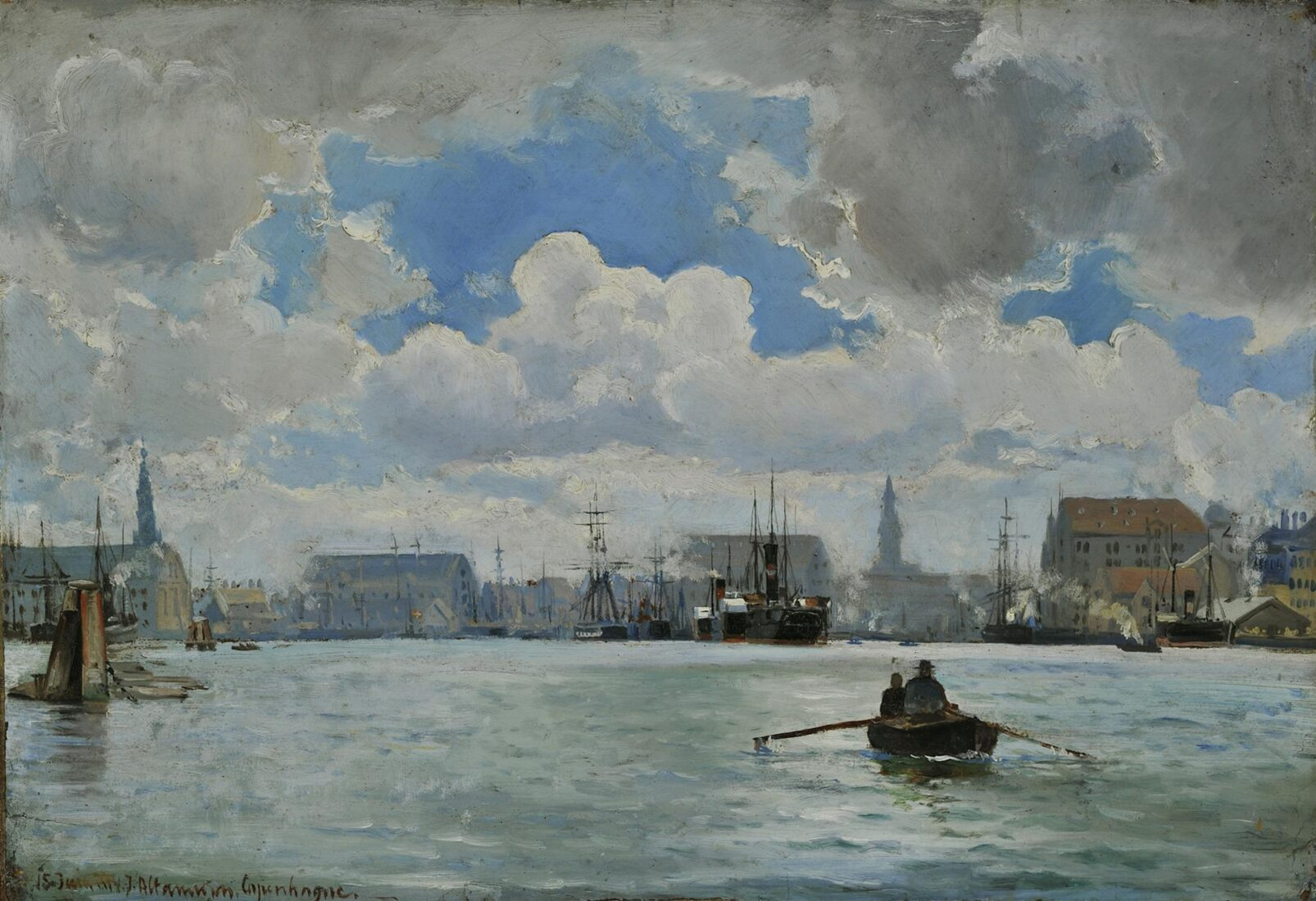
Ioannis Altamouras, El puerto de Copenhague.
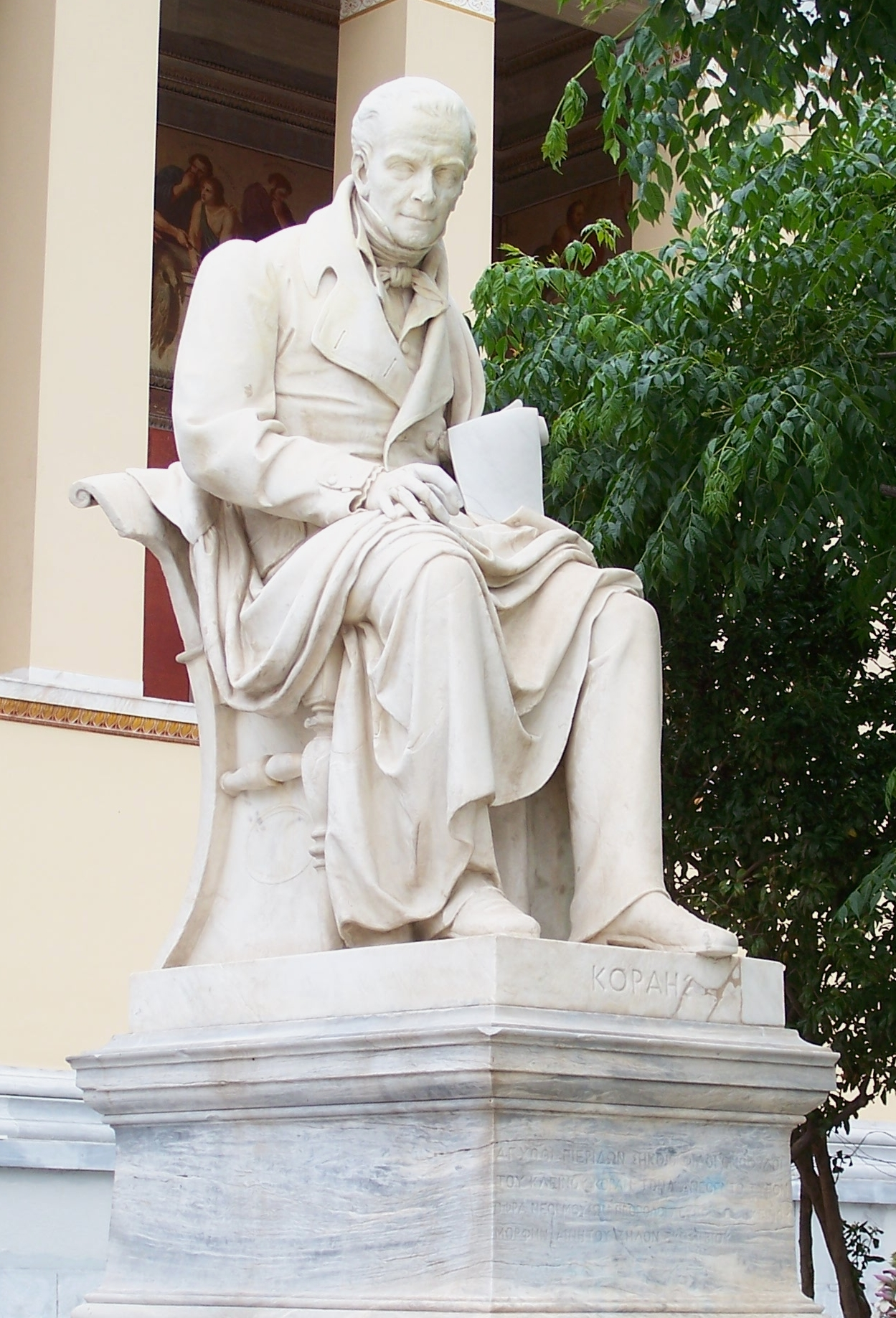
Adamantios Korais' Estatua por Ioannis Kossos.
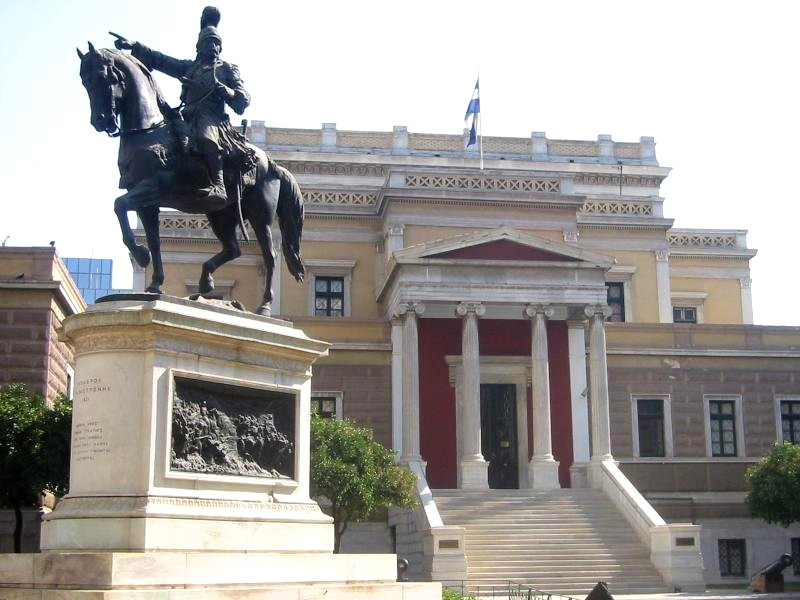
Kolokotronis' Estatua por Lazaros Sochos.
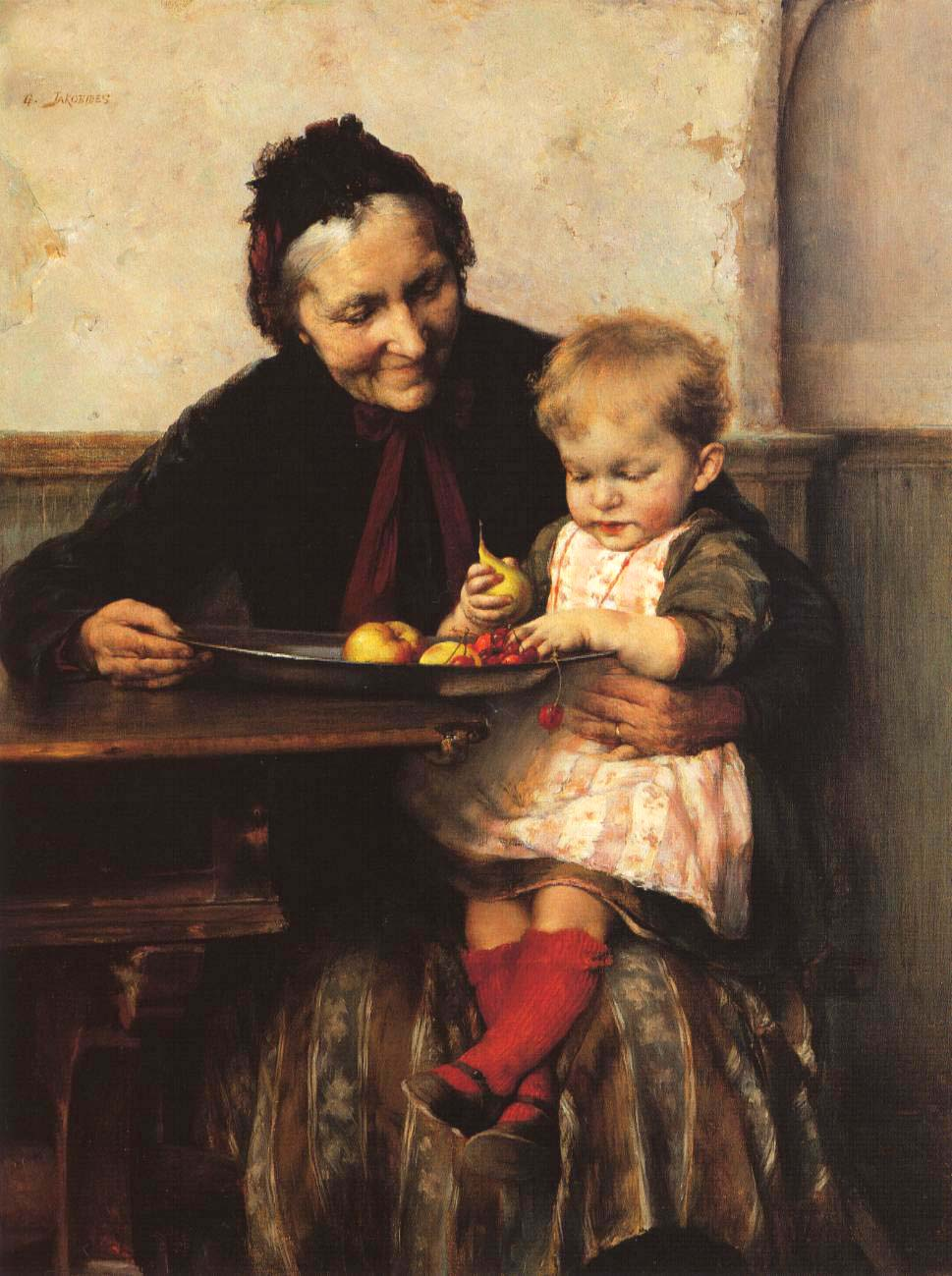
El favorito de la abuela por Georgios Jakobides.
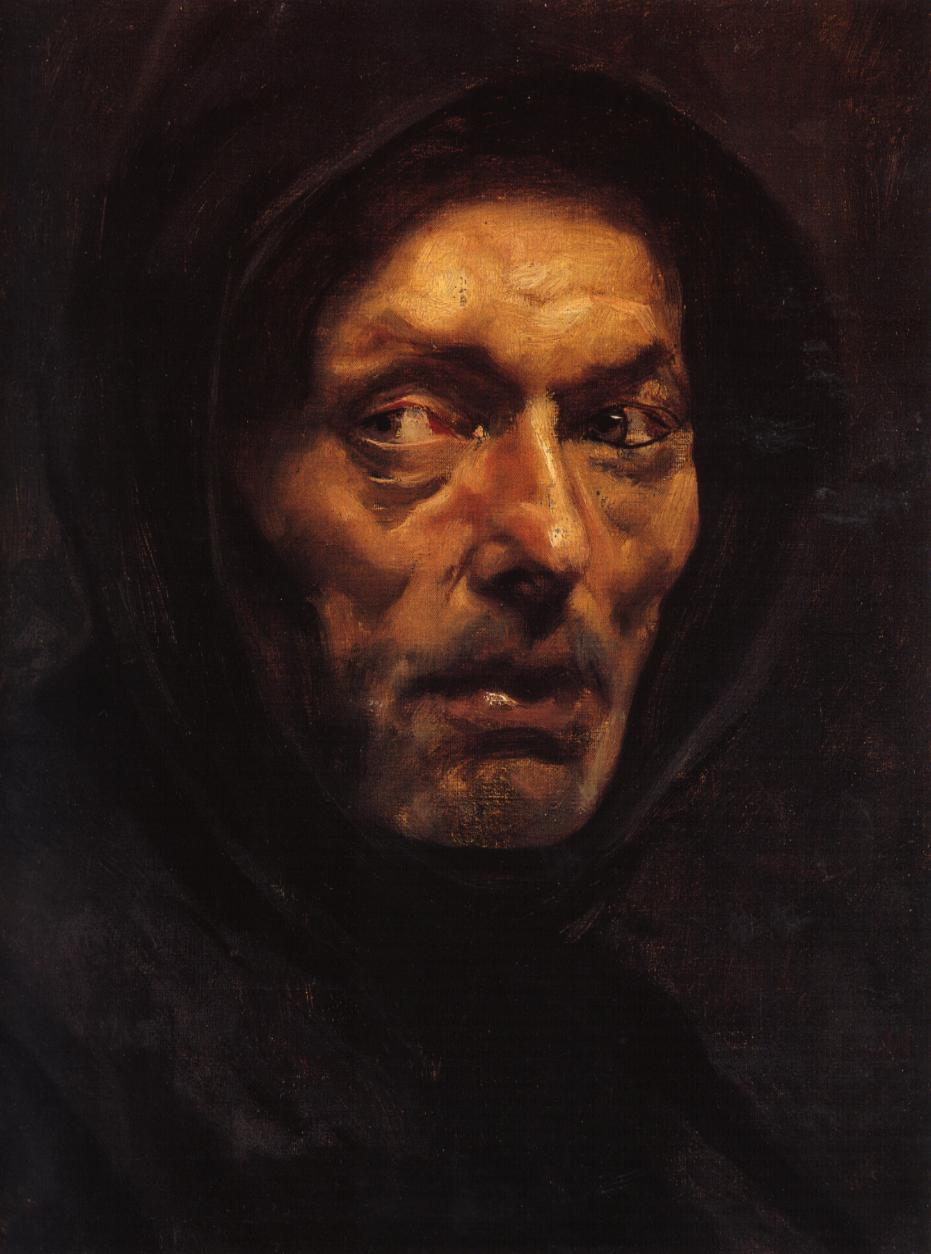
Monje capuchino por Nikolaos Gyzis.
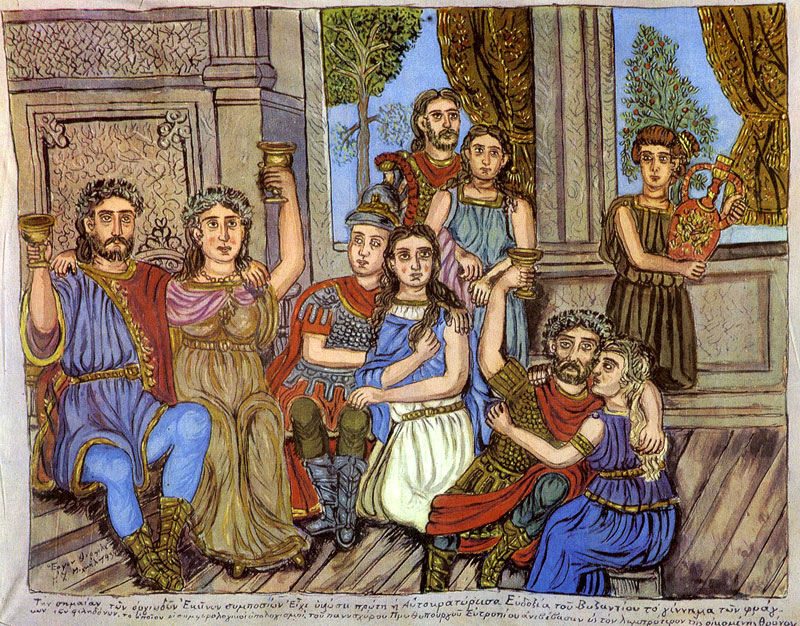
Theofilos Hatzimichail, Simposio de Emperatriz Eudoxia.
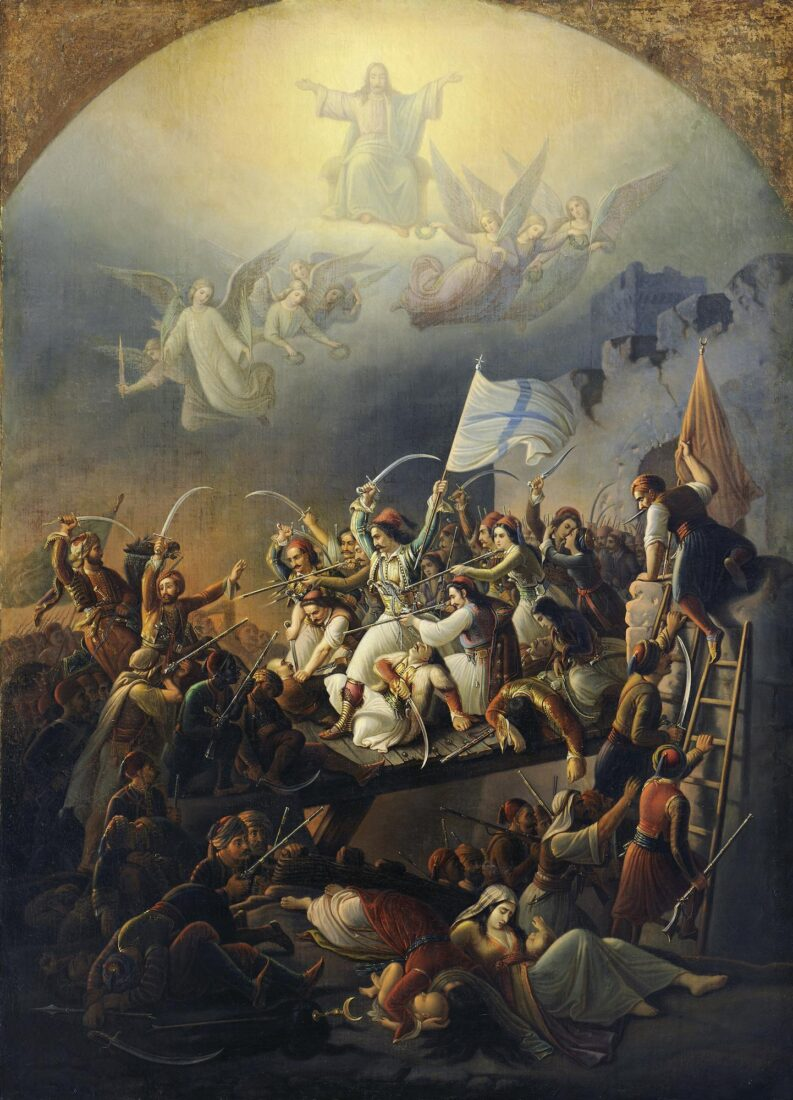
Theodoros Vryzakis, La incursión de Messologhi.
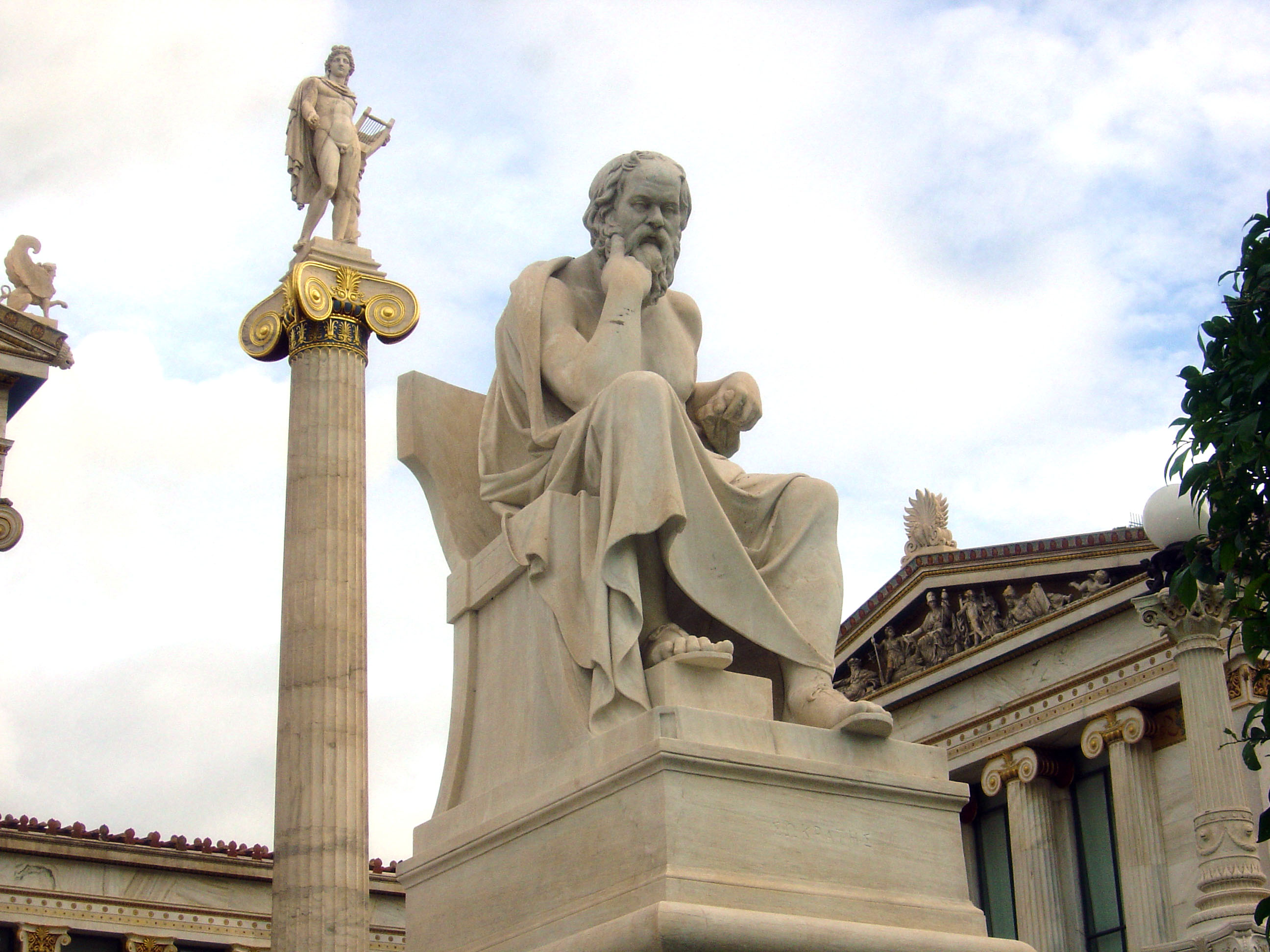
Estatua de Sócrates por Leonidas Drosis.
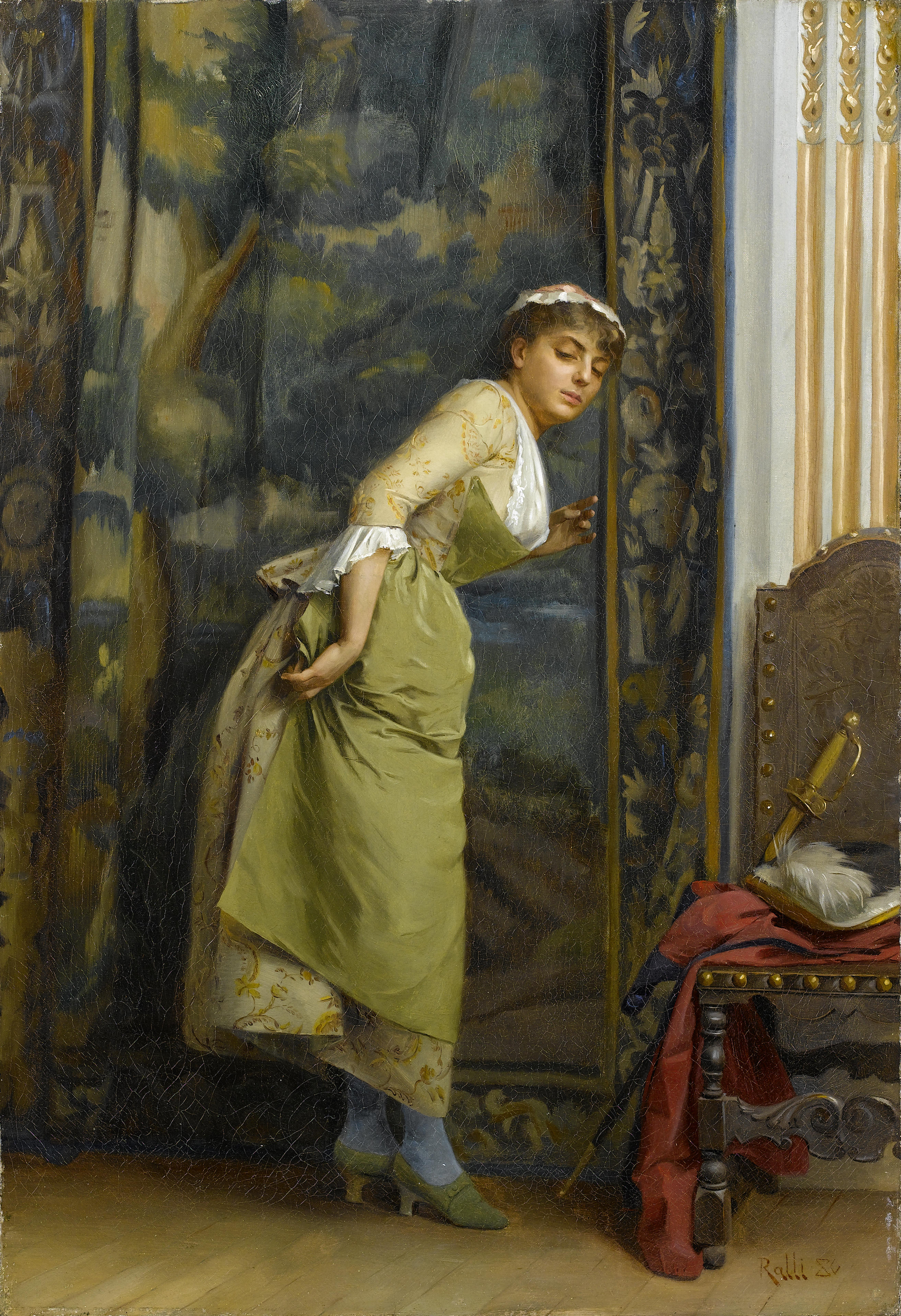
Theodore Ralli,  Escuchando.
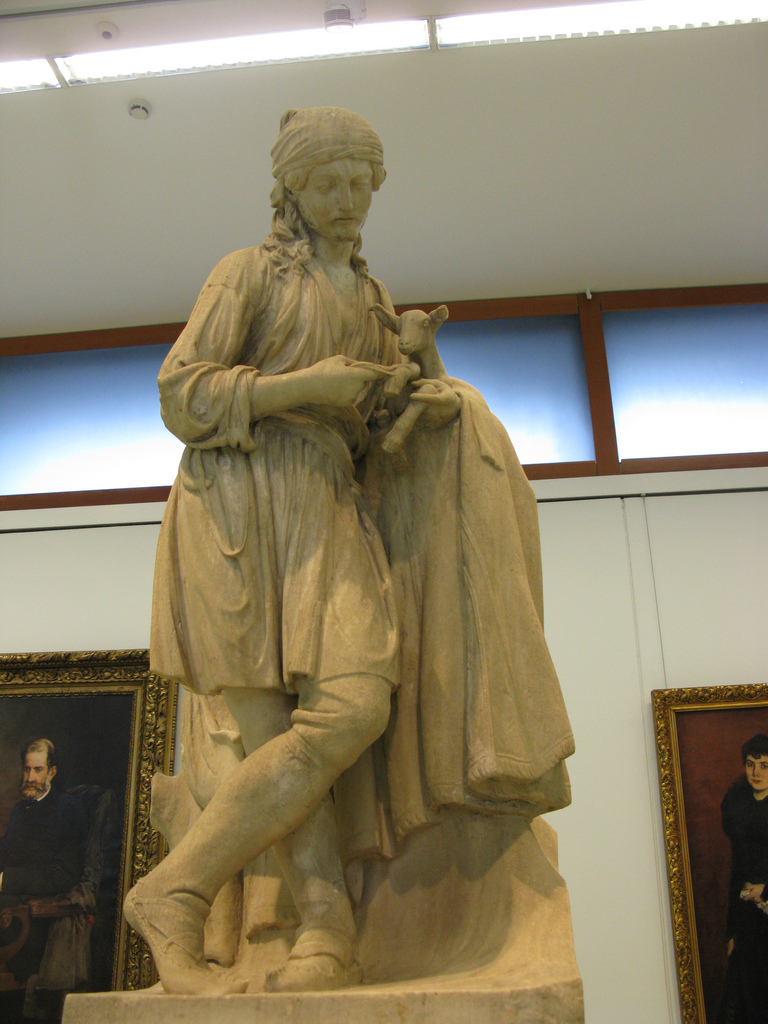
Pastor con cabra bebé, trabajo de Lazaros Fytalis.
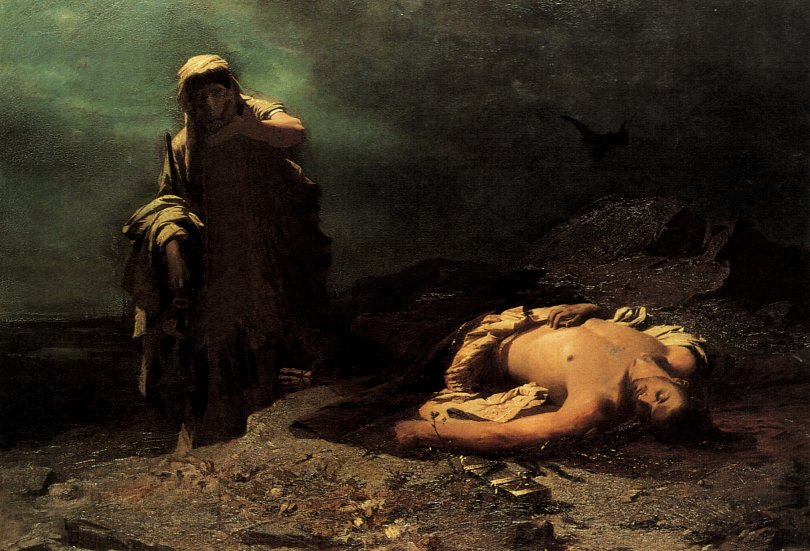
Nikiphoros Lytras, Antigona delante a los muertos Polynices.
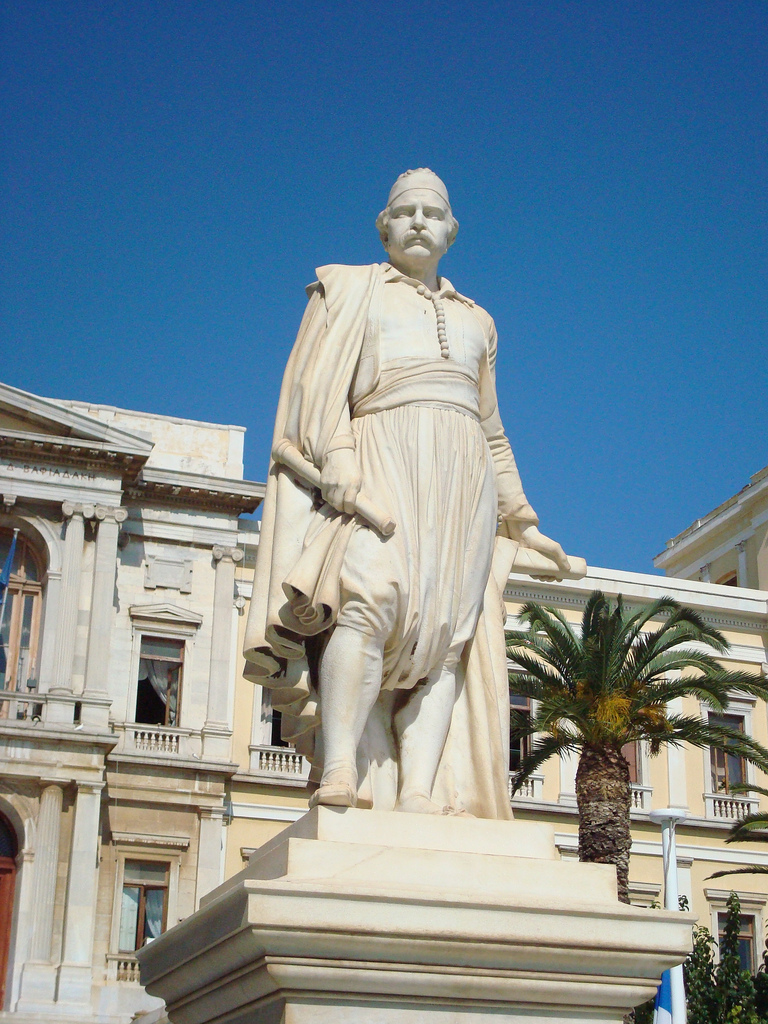
Estatua de Andreas Miaoulis en Hermoupolis por Georgios Bonanos.
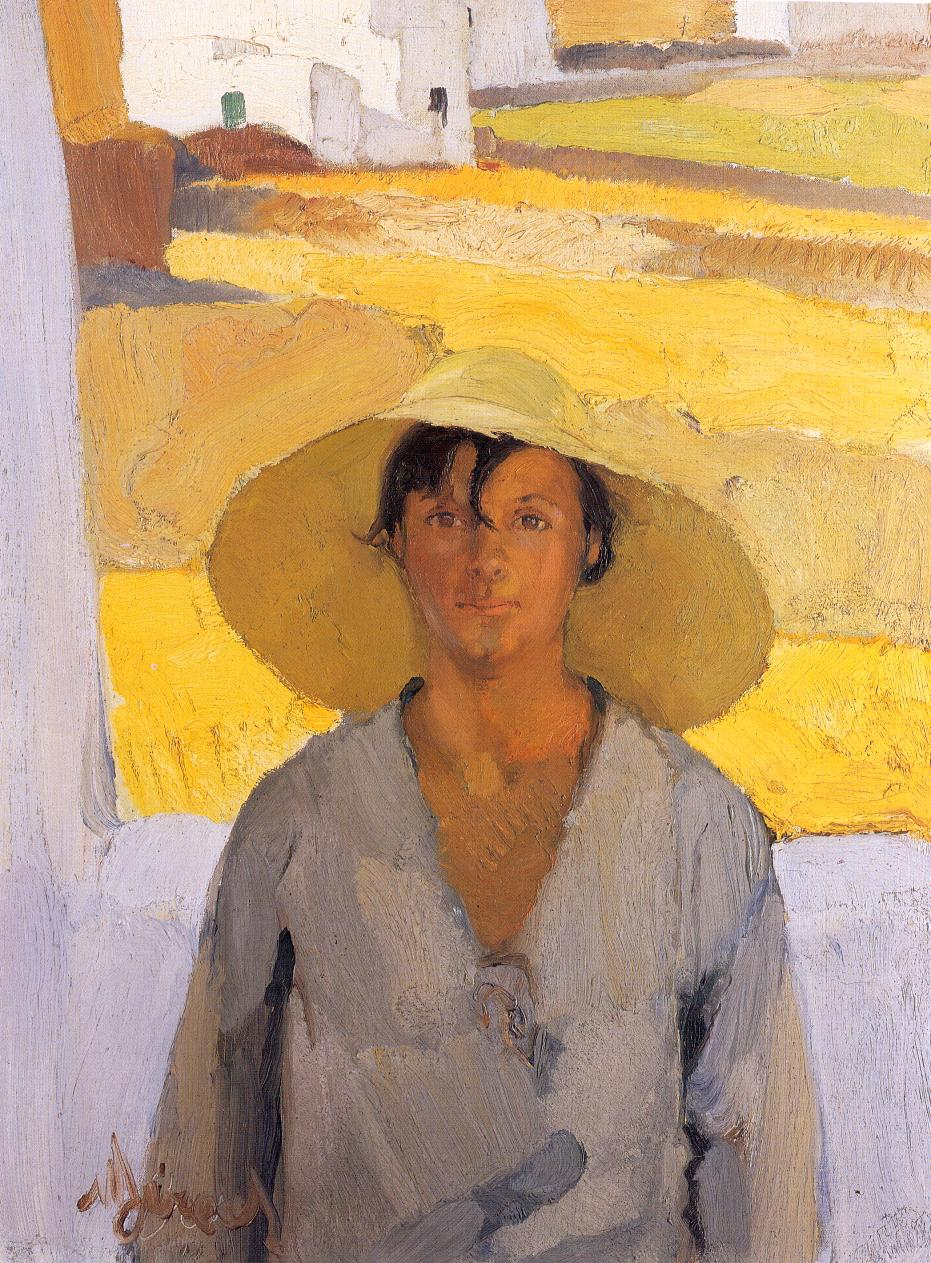
Nikolaos Lytras, El sombrero de paja.